# Ferdynand Matysik
Ferdynand Matysik (ur. 21 kwietnia 1931 w Drogomyślu, zm. 9 maja 2021 we Wrocławiu) – polski aktor teatralny i filmowy.

## Życiorys
Absolwent PWSA w Krakowie (1954). W 1954 pracował w Teatrze Wybrzeże w Gdańsku, w latach 1955–1964 w Teatrze Ludowym w Nowej Hucie oraz w latach 1964–2007 w Teatrze Polskim we Wrocławiu. Występował też w kabarecie „Dreptak” Andrzeja Waligórskiego.
Odznaczony Krzyżem Kawalerskim Orderu Odrodzenia Polski (1984). W 2006 został odznaczony Srebrnym Medalem „Zasłużony Kulturze Gloria Artis”. Pochowany na cmentarzu św. Wawrzyńca we Wrocławiu.
Ojciec aktora Grzegorza Matysika (ur. 1960).

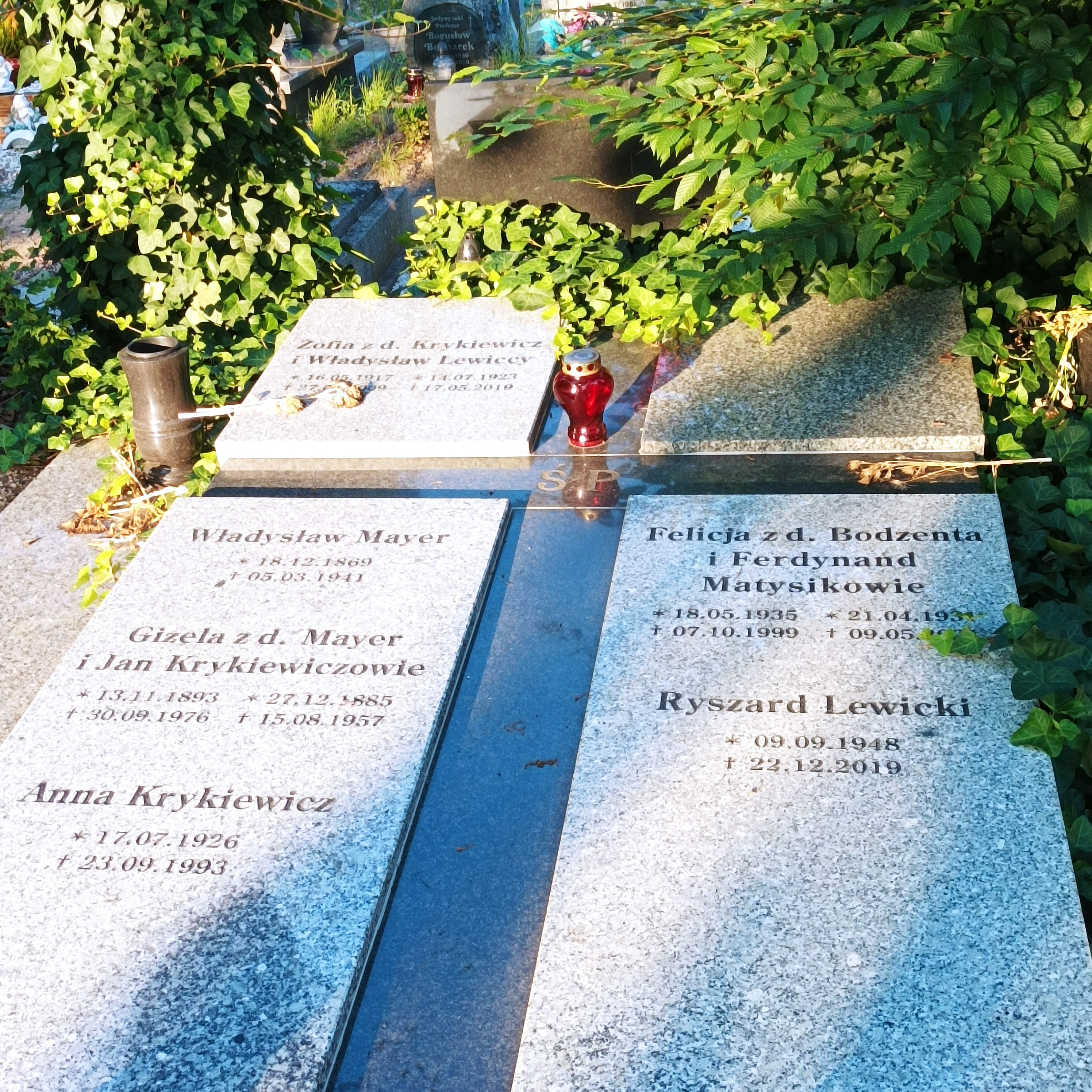
Grób Ferdynanda Matysika na cmentarzu św. Wawrzyńca we Wrocławiu

## Filmografia
- Jasminum (2006)
- Świat według Kiepskich (2000)
- Tajemnica trzynastego wagonu (1993)
- Konsul (1989)
- Galimatias, czyli kogel-mogel II (1989)
- Rodzina Kanderów (1988)
- Pogranicze w ogniu (1988) – pułkownik Nicolai (odc. 2-4)
- Kogel-mogel (1988)
- Popielec jako Szelest (1982)
- Wyjście awaryjne (1982)
- Blisko, coraz bliżej (1982) – major Harding (odc. 7 i 8)
- Najdłuższa wojna nowoczesnej Europy jako Artur Blum, ojciec Artura i Hildy (1979)
- Dreszcze (1981)
- Misja (1980) – Wittke, gość w hotelu
- Kung-fu (1979)
- Test pilota Pirxa (1978)
- Ślad na ziemi (1978) – Bolesław Jasparski
- Znak orła (1977) – pisarz margrabiego (odc. 2)
- Wesołych świąt (1977) – nadleśniczy
- Daleko od szosy (1976) – ojciec Bronki
- Znaki szczególne (1976) – oficer MO
- Dyrektorzy (1975) – pułkownik Drozdowski
- Potop (1974)
- Siedem czerwonych róż, czyli Benek Kwiaciarz o sobie i o innych (1972)
- Pułapka (1970) – Bryła
- Znaki na drodze (1969)
- Tylko umarły odpowie (1969)
- Stawka większa niż życie (1968)
- Sami swoi (1967)
- Koniec naszego świata (1964)
- Ogniomistrz Kaleń (1961)
- Popiół i diament (1958)
- Cień (1956)

## Role teatralne
- Kazek w „Kondukcie”, 1963 (za rolę tę otrzymał nagrodę na IV Festiwalu Polskich Sztuk Współczesnych w 1963)
- Papkin w „Zemście”, 1968
- Czepiec w „Weselu”, 1971
- Pijak w „Ślubie”, 1976
- Kirkor w „Koczowisku”, 1979 (za rolę tę otrzymał nagrodę na XXI Festiwalu Polskich Sztuk Współczesnych w 1980)
- Gebhardt w „Kasi z Heilbronnu”, 1994
- woźny Marko w „Płatonowie – Akcie pominiętym”, 1996